# Robert Kereži
Robert Kereži, slovenski knjižničar in ultra trail tekač, * 18. marec 1969.
Je edini Slovenec, ki se je leta 2017 udeležil slovitega večdnevnega, etapnega, samooskrbnega, puščavskega teka Marathon des Sables v Perujski puščavi Nazca, naslednje leto septembra pa še polovično izvedbo half Marathon des Sables na enem izmed Kanaraskih otokov Fuerteventuri. Od leta 2017, ko se je začel ukvarjati z ultra trail tekom, je nanizal še nekaj uspešno zaključenih nastopov na tekmovanjih doma in po svetu – med drugimi tudi na eni najtežjih tovrstnih tekaških preizkušenj v Omanu Oman by UTMB (leta 2018 in 2019), Jurassic Coast 100 M Ultra v Angliji (leta 2019) in Salomon Cappadocia Ultra trail v turški pokrajini Kapadokiji (leta 2019).
V okviru Športnega društva Ultra plus Robert je sodeloval v različnih športno humanitarnih projektih kot so Nemogoče je samo beseda, kjer so zbirali sredstva za pomoč delovanju nevladni, neprofitni humanitarni organizaciji Slovensko društvo Hospic, Vranov let v svobodo, kjer so z počastili spomin na eno največjih reševalnih akcij v Evropi v času druge svetovne vojne, in 24 h Pohorje s katerim so zbirali denarna sredstva za letovanje otrok Mladinskega doma Maribor.